# Казимироа
Казимиро́а (лат. Casimiroa) — род деревьев и трав, включённый в подсемейство Toddalioideae семейства Рутовые (Rutaceae). Включает 10 видов. Плоды казимирои съедобной, или белой сапоты, употребляются в пищу в свежем виде или используются для приготовления джема.

## Название

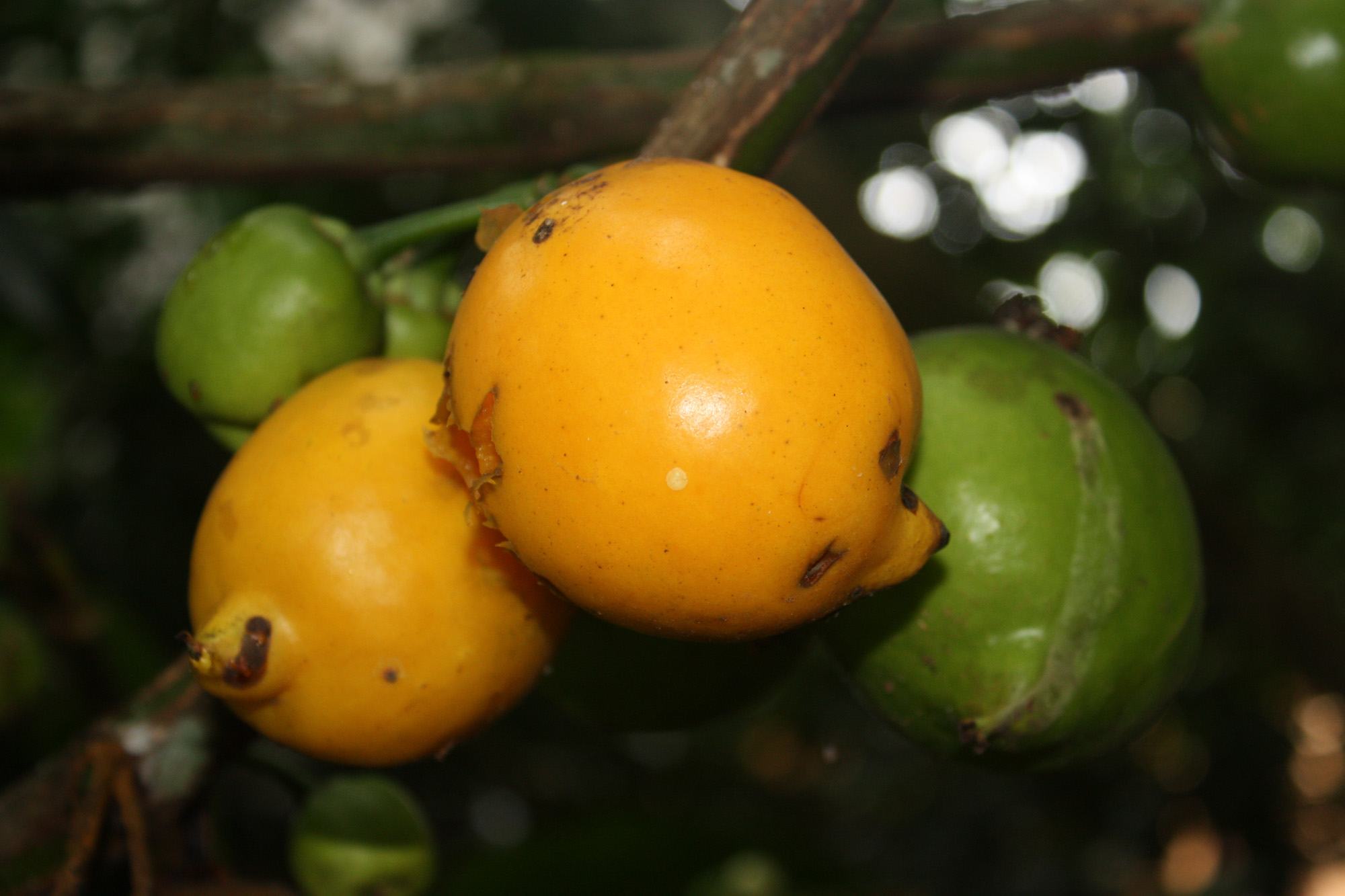
Плоды казимирои

Род Казимироа был назван мексиканским ботаником Пабло де Ла Льяве в честь Касимиро Гомеса Ортеги (1741—1818), испанского фармацевта и ботаника.

## Ботаническое описание
Представители рода — деревья и травянистые растения. Листья расположены очерёдно, на черешках, опадающие или вечнозелёные, кожистые, обычно пальчато разделены на доли. Край долей листа ровный или зубчатый.
Цветки мелкие, беловатые, с обычно пятидольчатыми чашечкой и венчиком. Завязь иногда недоразвитая, разделена на 4—5 (реже — на 2—8) долей. Тычинки нитевидные или ланцетовидные, с продолговатыми пыльниками.
Плод яблоковидной формы, косточковый, при созревании жёлтого или зелёного цвета. Семена по 2—5 в каждом плоде, обычно продолговатые.

## Ареал
Виды казимирои произрастают исключительно в Центральной Америке и южной части Северной Америки. Один вид, Casimiroa sapota, известен только из Мексики и Никарагуа.

## Таксономия
|  |                                      |  |                                                       |                                                       |                   |  | ещё 8—10 семейств (согласно Системе APG II) |                     |                     |            |
|  |                                      |  |                                                       |                                                       |                   |  |                                             |                     |                     | от 6 видов |
|  |                                      |  |                                                       | порядок Сапиндоцветные                                |                   |  |                                             |                     | род Казимироа       |            |
|  |                                      |  |                                                       | порядок Сапиндоцветные                                |                   |  |                                             |                     | род Казимироа       |            |
|  | отдел Цветковые, или Покрытосеменные |  |                                                       |                                                       | семейство Рутовые |  |                                             |                     |                     |            |
|  | отдел Цветковые, или Покрытосеменные |  |                                                       |                                                       |                   |  |                                             |                     |                     |            |
|  |                                      |  | ещё 44 порядка цветковых растений (по Системе APG II) | ещё 44 порядка цветковых растений (по Системе APG II) |                   |  |                                             | ещё около 170 родов | ещё около 170 родов |            |
|  |                                      |  |                                                       | ещё 44 порядка цветковых растений (по Системе APG II) |                   |  |                                             |                     | ещё около 170 родов |            |

### Синонимы
- Sargentia S.Watson, 1890

### Виды
По информации базы данных The Plant List, род включает 10 видов:
- Casimiroa calderoniae F.Chiang & Medrano
- Casimiroa edulis La Llave — Казимироа съедобная
- Casimiroa emarginata Standl. & Steyerm.
- Casimiroa greggii (S.Watson) F.Chiang
- Casimiroa microcarpa Lundell
- Casimiroa pringlei (S.Watson) Engl.
- Casimiroa pubescens Ramirez
- Casimiroa sapota Oerst.
- Casimiroa tetrameria Millsp.
- Casimiroa watsonii Engl.